# Paul McGillion
Paul McGillion (5 de enero de 1969) es un actor con sede en Vancouver, que ha trabajado en televisión, cine y teatro desde 1990. Es más conocido por su papel como el Dr. Carson Beckett en la serie de televisión Stargate Atlantis.

## Primeros años
McGillion nació en Paisley, Escocia. Su familia se mudó a Canadá cuando tenía sólo dos años. Cuando Paul tenía 11 años su familia regresó a Escocia durante tres años mientras su padre trabajaba en las plataformas de petróleo de las islas Shetland. Es el sexto de siete hijos.

## Carrera de actuación
Paul concurrió a la escuela en Canadá, hasta que regresó a Escocia durante su adolescencia, donde pasó algunos años, antes de regresar a Canadá. Paul tiene un título en Pedagogía y mientras estudiaba en la Universidad, practicó muchos deportes, incluyendo la lucha. 
Después de graduarse comenzó enseñando teatro en Toronto, mientras concurría a numerosas audiciones. Finalmente se mudó a Vancouver.
En dicha ciudad, enseñó artes escénicas en la Vancouver Film School y comenzó a trabajar en cine y televisión. 
Debutó en 1994 en un episodio de la serie The Commish. Al año siguiente filmó su primera película, el thriller protagonizado por Erik Estrada, The Final Goal (1995). A ésta le siguieron Crying Freeman" (1995); "Something More (1999); etc.
En 2004, tuvo un papel en la serie de ciencia ficción Stargate Atlantis como el médico escocés, Carson Beckett. En la primera temporada era un personaje recurrente, pero el personaje apareció con tanta frecuencia que fue promovido a personaje principal, para las temporadas dos y tres, y una vuelta a un personaje recurrente, para las temporadas 4 y 5, donde aparece como el clon del ya fallecido Beckett. McGillion también interpretó al joven Ernest Littlefield de la serie Stargate SG-1 en el episodio de la primera temporada "El tormento de Tántalo", donde se mostraba al primer Tau'ri que ha pasado por la stargate después de su entierro.
Expresó gran interés en una audición para el papel de Montgomery Scott en la undécima película de Star Trek. «Crecí viendo Star Trek y Scotty era mi personaje favorito. Sería un gran honor seguir los pasos de James Doohan», dijo. McGillion también tuvo el respaldo de Chris Doohan, el hijo del actor original James Doohan, para desempeñar el papel de Scotty en la película. [1] [2 ] Aunque en última instancia el papel fue para Simon Pegg, McGillion apareció en la película en un rol diferente. [3]
Apareció en la temporada 7 de la serie 24 como el Dr. Levinson, un médico que trató de extraer un patógeno peligroso del torrente sanguíneo de Jack Bauer.